# YouTube Awards
YouTube Awards – nagroda przyznawana jako oficjalne docenienie najlepszych filmów poprzedniego roku, wybierana w głosowaniu społeczności serwisu YouTube.
Nagroda została utworzona w 2007 jako „odpowiedź na najbardziej popularne filmy i umożliwienie użytkownikom wybranie tego, który zasłużył na dodatkowe docenienie”. W pierwszym etapie filmy wybierane są przez pracowników serwisu, w drugim  natomiast głosy przyznawane są przez publiczność.

## Kategorie
- Najbardziej kreatywny film
- Najlepszy film komediowy
- Najlepszy komentarz
- Najlepsza seria
- Najlepszy film muzyczny
- Najbardziej inspirujący film
- Najbardziej uroczy film